# Marisfrolg Pavilion
El Pabellón Marisfrolg (Chino simplificado: 玛丝菲尔大厦) es un edificio ubicado en el distrito de Longhua, en Shenzhen, China, y es la sede de la marca de moda de Shenzhen Marisfrolg. Diseñado por el estudio neozelandés Architecture Van Brandenburg (AVB), el edificio utiliza formas biomiméticas inspiradas en los caparazones espinosos de insectos. La estructura principal es una combinación de acero y hormigón armado, con fachadas decoradas con mosaicos, ladrillos y fragmentos de piedra. La construcción comenzó en 2008 y tomó 15 años. El complejo cubre una superficie de casi 49.000 metros cuadrados, con un área construida de aproximadamente 115.000 metros cuadrados. La arquitectura parece estar influenciada por Antoni Gaudí y Santiago Calatrava, y recibió atención durante la 14ª Bienal de Venecia。

## Galería

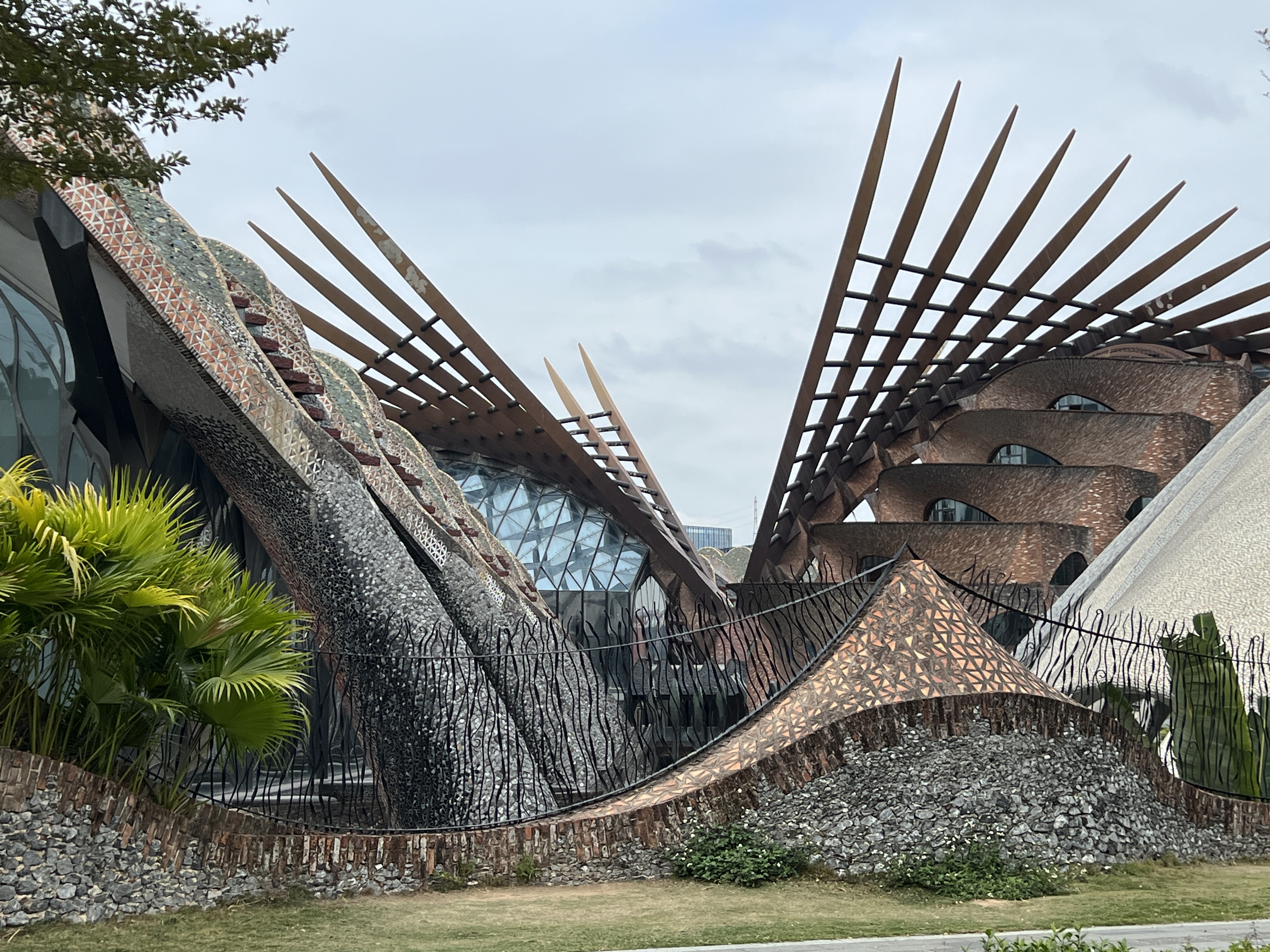
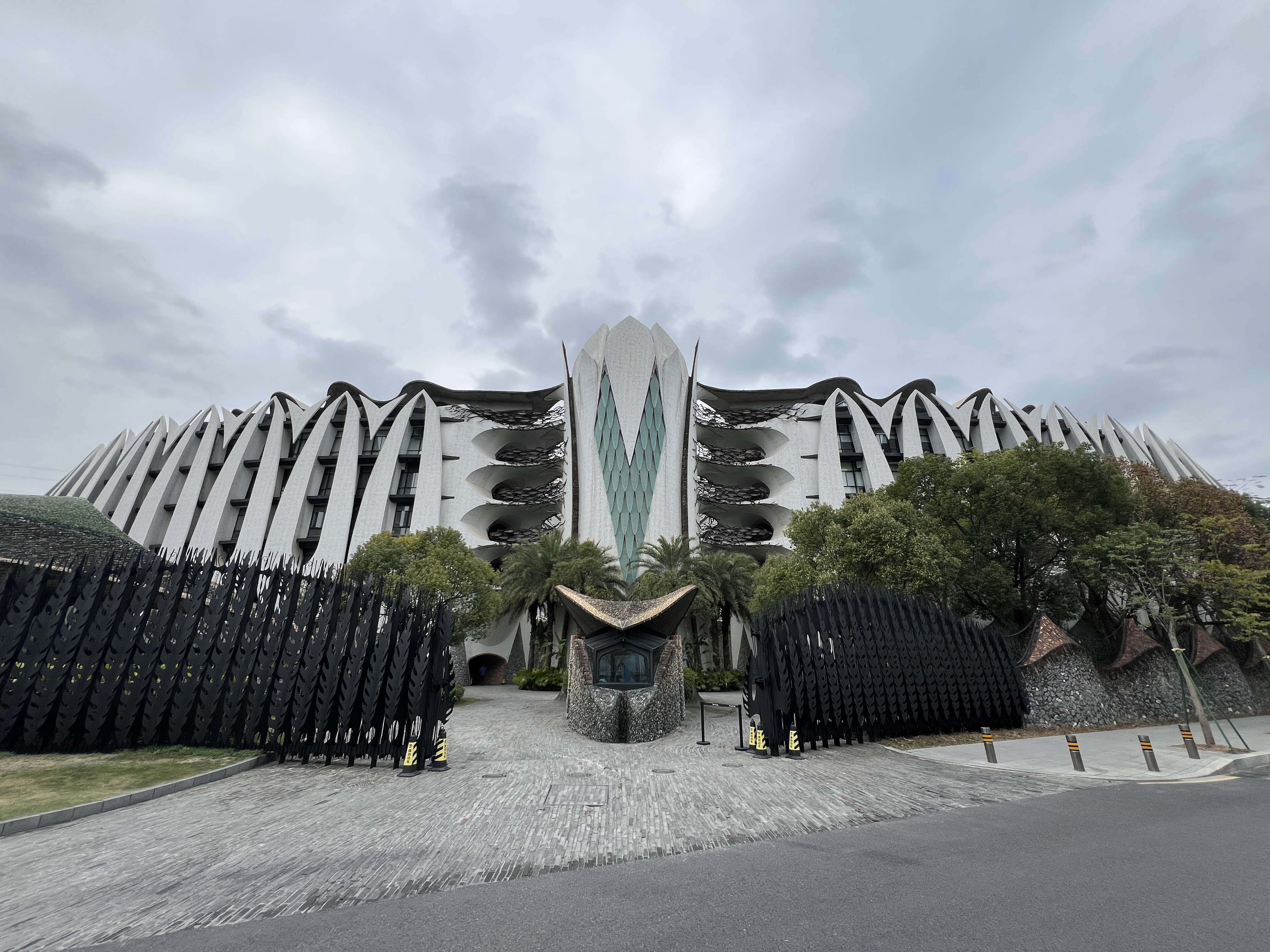
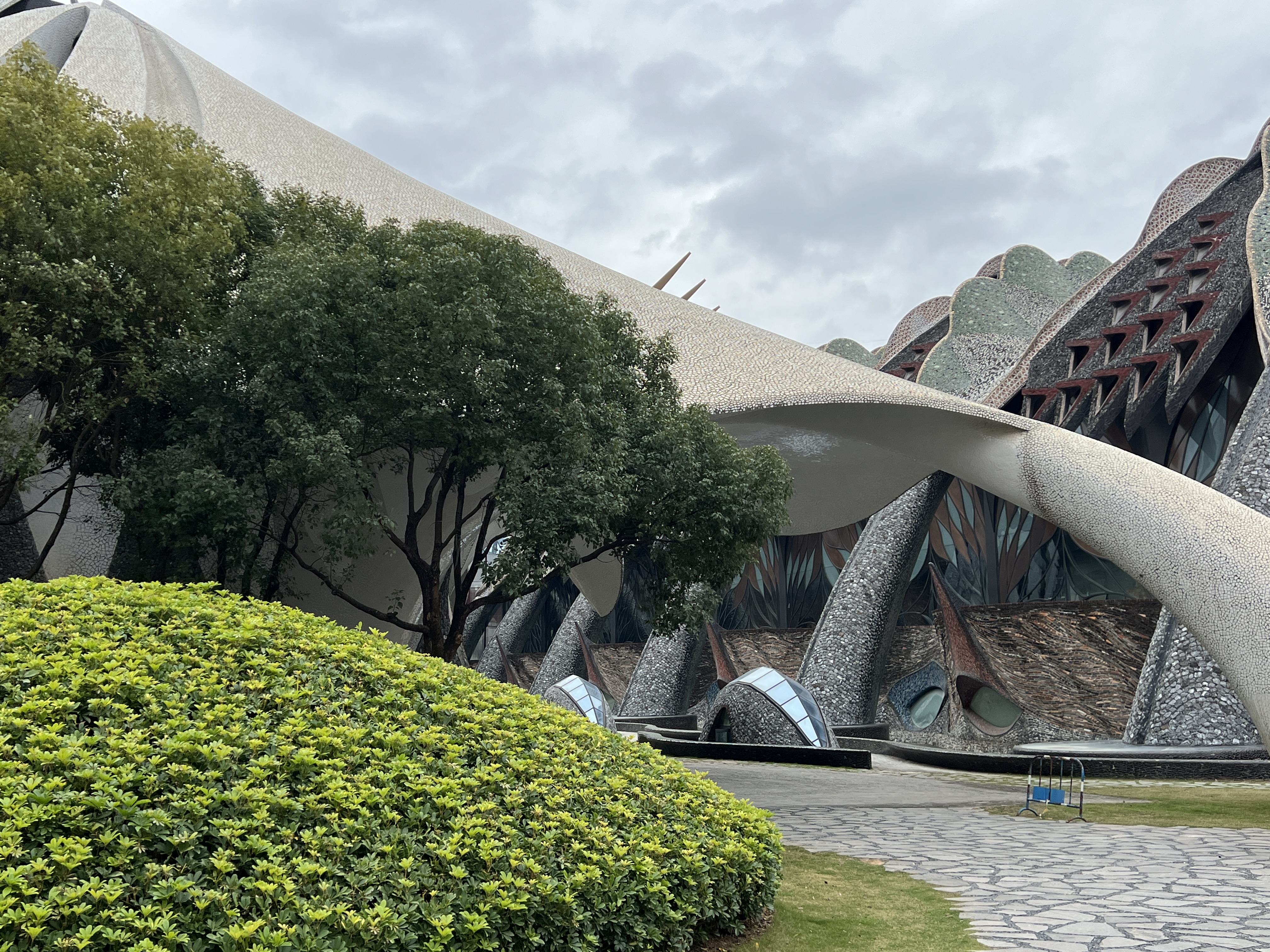
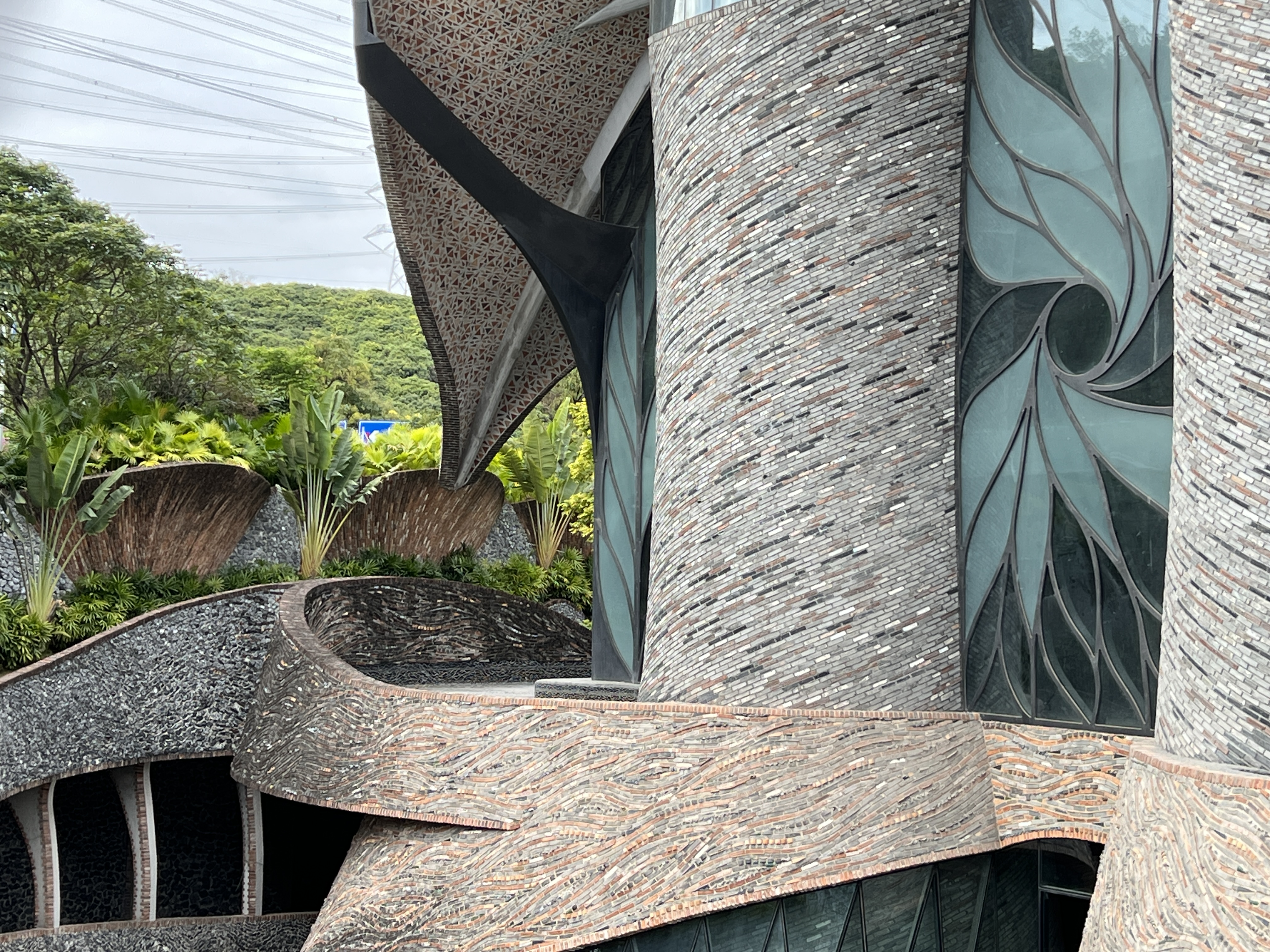
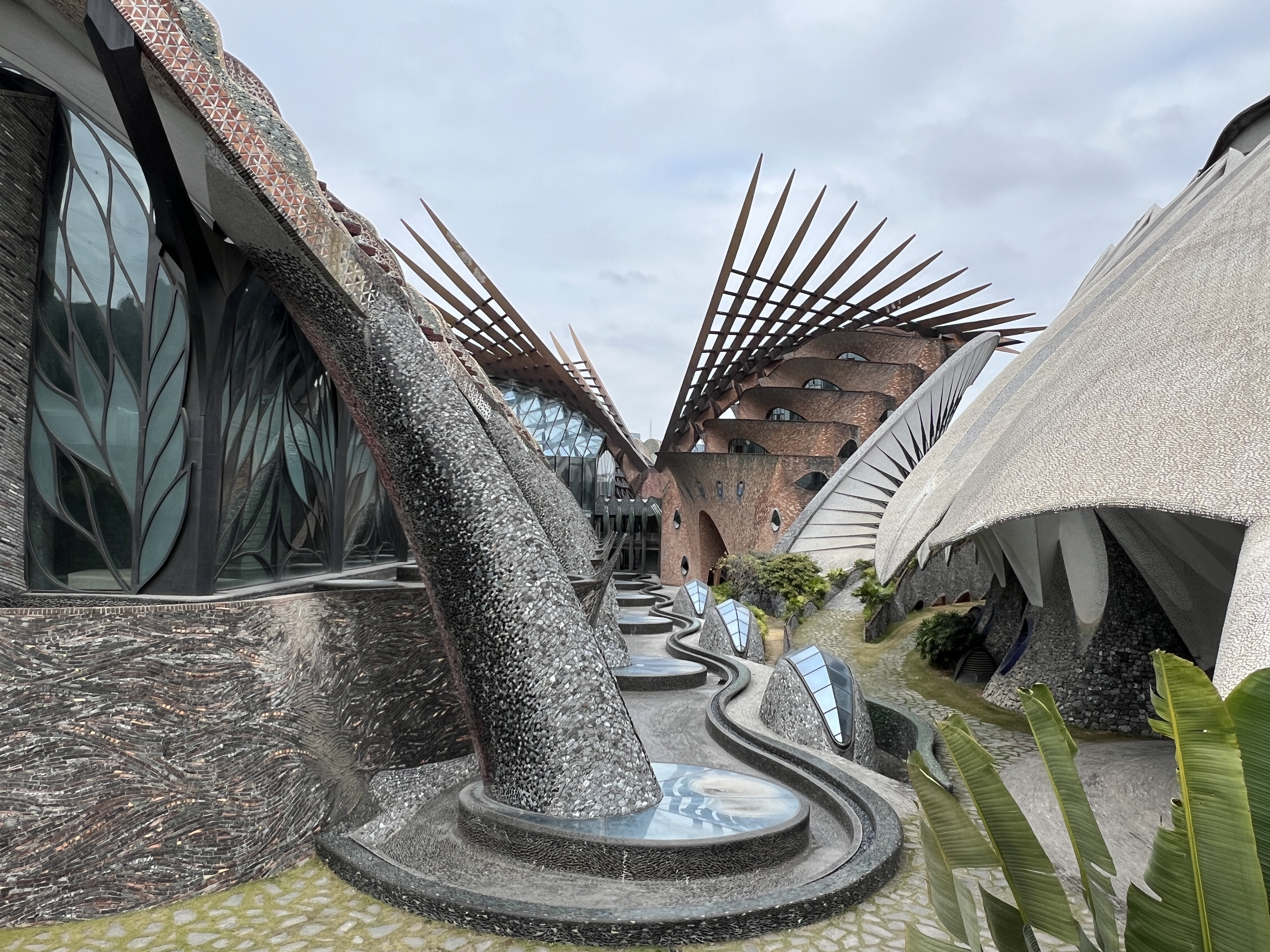
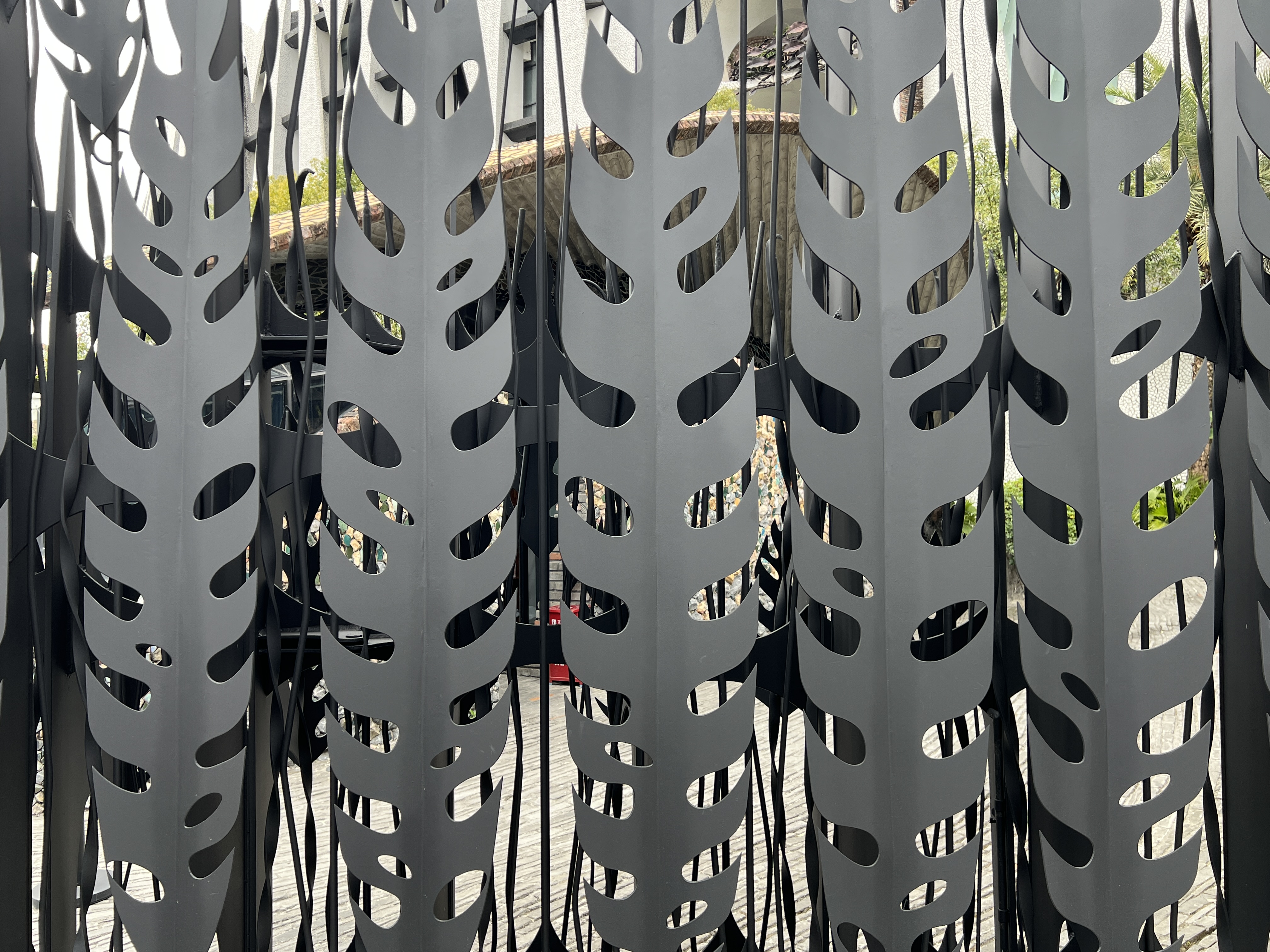